# Dražeň
Dražeň település Csehországban, a Észak-plzeňi járásban. Dražeň Pláně, Hvozd, Plasy, Loza és Líté településekkel határos. Lakosainak száma 160 fő (2024. január 1.).

## Népesség
A település lakosságának változását az alábbi diagram mutatja:
| Lakosok száma | 234  | 255  | 271  | 224  | 148  | 133  | 146  | 145  | 157  | 160  |
|               | 1869 | 1890 | 1921 | 1950 | 1980 | 2001 | 2017 | 2019 | 2022 | 2024 |